# Tarentský záliv
Tarentský záliv (italsky Golfo di Taranto, latinsky Sinus Tarentinus) je záliv v Jónském moři u jihovýchodního pobřeží Itálie.
Záliv má přibližně čtvercový tvar o stranách dlouhých 140 km a je ohraničen mysy Santa Maria di Leuca na východě (Apulie) a Colonna (starověký název Cape Lacinium) na jihu u severního pobřeží Kalábrie. Pobřeží zasahuje do tří italských regionů – Apulie, Basilicaty a Kalábrie. Nejvýznamnějšími městy na pobřeží jsou Taranto a Gallipoli.
Celá plocha zálivu patří díky jeho geografické poloze a rozloze do italských výsostných vod.